# النوبه عيسى (القريشية)

تعديل مصدري - تعديل

النوبة عيسى هي إحدى قرى عزلة قيفه آل محن يزيد بمديرية القريشية التابعة لمحافظة البيضاء، بلغ تعداد سكانها 150 نسمة حسب تعداد اليمن لعام 2004.